# 지신펑
지신펑(중국어 간체자: 吉新鹏, 정체자: 吉新鵬, 병음: Jí Xīnpéng, 한자음: 길신붕, 1977년 12월 30일~)은 중화인민공화국의 전직 배드민턴 선수로 2000년 하계 올림픽 남자 단식에서 금메달을 획득했다.